# Wario Land 3
Wario Land 3, conosciuto in Giappone come Wario Land 3: Fushigi na Orgel (ワリオランド3 不思議なオルゴール?, Wario Rando Surī: Fushigi na Orugōru, lett. "Wario Land 3: Il misterioso carillon"), è un videogioco a piattaforme pubblicato da Nintendo per Game Boy Color nel 2000. È il terzo episodio della serie di Wario Land dopo Wario Land e Wario Land II. In questo episodio, l'arcinemico di Mario deve liberare una figura misteriosa intrappolata in uno strano carillon.

## Trama
L'aereo di Wario ha un'avaria, finendo in un bosco. Egli trova una caverna, la quale contiene un carillon, a forma semisferica, raffigurante un mondo in miniatura. Appena Wario tenta di azionarlo, viene risucchiato all'interno di questo mondo. Dopo aver ripreso i sensi, si ritrova nel Tempio, in cui sente la voce di una creatura nascosta nell'oscurità dell'edificio: questa afferma di essere il dio di quel mondo, noto come Music Box, e di esservi stato imprigionato da un incantesimo, che solo cinque carillon nascosti sono in grado di rompere. Convince quindi Wario a cercarli e recuperarli, promettendogli in dono tutti i tesori che riuscirà a trovare.
Dopo aver sconfitto tutti i boss, Wario scopre che la figura che era stata intrappolata nel tempio è in realtà il malvagio Rudy the Clown, il quale ha trasformato gli abitanti di quella terra nei nemici di Wario, che hanno tentato, invano, di fermarlo dal suo intento, sperando così di non fargli liberare la creatura. Wario, dopo aver sconfitto il clown, libera il mondo dalla sua maledizione e ottiene, come premio, tutti i tesori guadagnati in questa avventura.

## Modalità di gioco

A differenza del titolo precedente, il gioco presenta uno sviluppo lineare, nel senso che i livelli, nonostante siano sparsi sulla mappa, vanno affrontati secondo una sequenza temporale ben precisa, e il finale previsto è uno solo. Il compito di Wario è trovare, in ogni livello, 4 tesori nascosti in altrettanti forzieri colorati, che vanno aperti con altrettante chiavi nascoste nel livello. Non tutti i tesori si possono però raccogliere subito, perché sono fisicamente inaccessibili all'inizio. L'aspetto del mondo in cui Wario si trova, e quello di Wario stesso, cambiano di volta in volta, infatti nel corso del gioco:
- ogni volta che Wario completa un livello, si passa dal giorno alla notte e viceversa;
- le possibilità di azione di Wario sono inizialmente limitate, ma i numerosi power-up che raccoglie lo fanno diventare sempre più potente, permettendogli ad esempio di nuotare nell'acqua o scagliare lontano i nemici;
- alcuni oggetti che Wario raccoglie sono in grado di modificare radicalmente l'aspetto del mondo, ad esempio aprono porte prima sigillate, aggiungono passaggi, fanno apparire altri livelli.
- In alcuni livelli c'è una porta speciale, che permette di accedere a un mini-gioco di golf: fare buca permette di aprire un passaggio sbarrato, e quindi di accedere a parti del livello altrimenti bloccate. Superare tutti i mini-giochi di golf permette inoltre di ottenere un bonus.

Il giocatore deve quindi ripercorrere ed esplorare sempre più in profondità i vari livelli del gioco, fino a raccogliere tutti i tesori nascosti, oltre che i carillon necessari a liberare e sconfiggere il clown suo nemico.

## Morti
La particolarità di questo gioco è che Wario è, come nel predecessore, invincibile. Non ha alcun punto vita né tantomeno vite o una barra della vita, e nessun attacco di nessun nemico può ucciderlo, proprio come in Wario Land 2.
Tuttavia, durante la battaglia finale contro Rudy The Clown, se Wario viene colpito dal suo attacco "presa", morirà e il gioco andrà in game over, riportando il giocatore all'inizio del gioco.
Nintendo ha usato questa tecnica per dimostrare ai giocatore che non servono scene gore e crude per avere un game over memorabile.